# HD 169830 b
HD 169830 b (بالإنجليزية: HD 169830 b)‏ الذي يرمز له بالرمز HD 169830b، هو كوكب خارج المجموعة الشمسية، في كوكبة الرامي، يتبع HD 169830 ‏.

## الاكتشاف
اكتشف في 15 أبريل 2000، وكانت طريقة الاكتشاف سرعة شعاعية.